# (400255) 2007 RW4
(400255) 2007 RW4 es un asteroide perteneciente al cinturón de asteroides, descubierto el 3 de septiembre de 2007 por el equipo del Catalina Sky Survey desde el Catalina Sky Survey, Arizona, Estados Unidos.

## Designación y nombre
Designado provisionalmente como 2007 RW4.

## Características orbitales
2007 RW4 está situado a una distancia media del Sol de 2,400 ua, pudiendo alejarse hasta 2,809 ua y acercarse hasta 1,990 ua. Su excentricidad es 0,170 y la inclinación orbital 7,457 grados. Emplea 1358,06 días en completar una órbita alrededor del Sol.

## Características físicas
La magnitud absoluta de 2007 RW4 es 16,9.